# Терещенко Олександр Леонтійович
Олекса́ндр Лео́нтійович Тере́щенко — колишній військовослужбовець Збройних сил України (79 оамбр), захисник Донецького аеропорту, Народний Герой України. У березні 2019 — квітні 2021 року — заступник Міністра у справах ветеранів України.

## Життєпис
Працював відеооператором на ICTV та миколаївської телекомпанії «НІС-ТВ», з дружиною виховував дітей. В часі війни зголосився добровольцем.
При обороні Донецького аеропорту 15 жовтня 2014-го потрапив під черговий обстріл терористів, важкопоранений, ушкоджено праве око. У споруду «Очі», в якій перебував Терещенко з іншими чотирма вояками, влетіла граната, яку Олександр схопив руками й намагався викинути. Граната вибухнула в руках, Терещенко повністю втратив праву руку та кисть лівої.
Після лікування заснував і очолював Миколаївську обласну організацію «Асоціація учасників та інвалідів АТО», працював заступником начальника Академії патрульної поліції з соціально-гуманітарних питань у Києві.
13 березня 2019 — 14 квітня 2021 року — заступник Міністра у справах ветеранів України (6 вересня 2019 — 13 травня 2020 року Міністерство мало назву «у справах ветеранів, тимчасово окупованих територій та внутрішньо переміщених осіб України»).

## Письменницька діяльність
Написав книгу «Життя після 16:30», яку презентував 26 січня 2019 року в Центральній міській бібліотеці імені М. Л. Кропивницького міста Миколаєва. Це документальна повість про перемогу людини над обставинами й над собою. У книжці автор описує період повернення до повноцінного життя після лікування та реабілітації. Олександр Терещенко акцентує увагу не на війні, а саме на внутрішніх проблемах людини, яка звідти повернулася. Повість, написана з гумором і самоіронією, водночас є практичним посібником для всіх, хто опинився в складній життєвій ситуації. Повість вийшла за редакцією миколаївського поета, члена НСПУ Володимира Пучкова у видавництві Ірини Гудим. Ілюстратором видання став миколаївський художник Вадим Пустильник. Книжку видали за підтримки Благодійного фонду «Миколаїв 2000».

## Нагороди
За особисту мужність і героїзм, виявлені у захисті державного суверенітету та територіальної цілісності України, вірність військовій присязі під час російсько-української війни відзначений:
- орденом «За мужність» III ступеня (4.12.2014);
- почесним знаком недержавного ордена «Народний Герой України» в 2014 р. в рамках загальноміської програми м. Миколаїв «Людина року»;
- званням «Городянин року» в номінації «ЗМІ».